# Hobro IK
Maillots
Hobro Idrætsklub est un club de football danois fondé en 1913 et basé à Hobro.
Le club joue au Hobro Stadion à Hobro, Jutland du Nord, dans une arène d'une capacité de 4 000 spectateurs.
Lors de saison 2009/10, Hobro a été la grosse surprise de la Coupe nationale. Le club n'a en effet été éliminé qu'au stade des quarts de finale.